# Christian Aflenzer
Christian Aflenzer (* 31. März 1972 in München, Deutschland) ist ein ehemaliger österreichischer Fußballspieler und nunmehriger -trainer.

## Karriere
Aflenzer begann seine Karriere in der Jugend des FC Bayern München, wo er über TSV 1860 München 1990 nach Österreich zum Bundesligisten SV Austria Salzburg wechselte. Sein Debüt in der Bundesliga gab er im Juli 1990, als er am zweiten Spieltag der Saison 1990/91 gegen den VSE St. Pölten in der 57. Minute für Srečko Kurbaša eingewechselt wurde.
Im Jänner 1992 wurde er an den Zweitligisten SK Austria Klagenfurt verliehen. Im Oktober 1992 wechselte er nach Spanien zum Zweitligisten UD Mérida. Sein Debüt in der Segunda División gab er am neunten Spieltag der Saison 1992/93 gegen den SD Eibar. Im Jänner 1994 wechselte er zurück nach Österreich, wo er sich dem FC Tirol Innsbruck anschloss.
Im Jänner 1995 schloss er sich dem SC Admira Dornbirn an. Zur Saison 1995/96 wechselte er nach Deutschland zum Regionalligisten Dynamo Dresden. Im Sommer 1996 wechselte er nach Kroatien zum NK Istra Pula. Im Jänner 1998 ging er wieder zurück nach Österreich, wo er sich dem Zweitligisten DSV Leoben anschloss. Nach über 100 Spielen für die Steirer wechselte er 2001 zum Ligakonkurrenten SV Mattersburg. 2002 ging er zum LASK Linz.
2003 wechselte er zum Regionalligisten SV Schwechat. Nach einem halben Jahr in Schwechat wechselte er zum Wiener Sportklub. Zur Saison 2004/05 wurde Aflenzer Spielertrainer beim SV Würmla. Im Jänner 2006 wechselte er zum damals fünftklassigen 1. Wiener Neustädter SC. Nach weiteren Stationen beim SC Theresienfeld, beim SC Ortmann und beim SC Bad Sauerbrunn wurde er im Jänner 2011 Spielertrainer beim ASK Eggendorf. Im März 2014 wurde Aflenzer entlassen. Im Sommer 2014 wechselte er zum SC Piesting, wo er erneut als Spielertrainer fungierte. Im Jänner 2015 wechselte er zum FV Club 83 Wiener Neustadt und fungierte auch dort ab Dezember 2015 als Spielertrainer. Im Mai 2018 trennte sich der FV Club 83 von Aflenzer.
Am 28. September 2021 übernahm Aflenzer, der bereits 2006 die UEFA-A-Lizenz erworben hatte, als Nachfolger von Oliver Oberhammer das Traineramt beim 1. Wiener Neustädter SC, der zu diesem Zeitpunkt am Tabellenende der Regionalliga Ost lag. In vier Partien unter Aflenzers Leitung gelang allerdings kein einziger Punktgewinn. Daraufhin wurde er nach etwa eineinhalb Monaten im Amt in der Winterpause im November 2021 durch Zeljko Ristic ersetzt.

## Persönliches
Aflenzer wurde als Sohn eines Österreichers und einer Spanierin in München in Deutschland geboren.